# Miss Possessive Tour
A Miss Possessive Tour é a quinta turnê de concerto e a primeira turnê de arena da cantora canadense Tate McRae. Iniciada em 18 de março de 2025, na Cidade do México, México, e programada para finalizar no dia 8 de novembro de 2025, em Inglewood, EUA, contendo 81 shows. Em suporte ao seu terceiro álbum de estúdio, So Close to What (2025), promovida pela Live Nation, com atos de apoio como; Benee, Zara Larson e Alessi Rose. A turnê inclui aparições em diversos festivais, incluindo o seleto Lollapalooza e Estéreo Picnic.

## Anúncios
Em 14 de novembro de 2024, Tate McRae anunciou a data de lançamento e o título de seu terceiro álbum de estúdio, So Close to What (2025). A Live Nation, promotora do evento, anunciou a Miss Possessive Tour para promover o álbum, com 50 shows programados na Europa, América do Norte e América do Sul. Benee foi confirmada como atração de abertura nos shows da Europa, enquanto Zara Larsson fará o mesmo nos concertos da América do Norte. Em 19 de novembro de 2024, foram adicionados shows extras em Vancouver, Toronto, Boston, Nova York, Orlando e Inglewood devido à alta demanda. Dois dias depois, um segundo show em Dublin, na Irlanda, foi anunciado. Em 19 de fevereiro de 2025, foram incluídos mais vinte concertos no Reino Unido e nos Estados Unidos, além da confirmação de Alessi Rose como atração de abertura para os shows na América do Norte. Shows adicionais em Seattle, Washington, e Phoenix, Arizona, também foram anunciados.

## Repertório
Este repertório é do show de 7 de maio de 2025, em Lisboa, Portugal e pode não representar todos os shows da turnê. 
Primeiro Ato
1. "Miss Possessive"
2. "No I'm Not in Love"
3. "2 Hands"
4. "Guilty Conscience"

Segundo Ato
1. "Purple Lace Bra"
2. "Like I Do"
3. "Uh Oh"
4. "Dear God"
5. "Siren Sounds"

Terceiro Ato
1. "Greenlight
2. "Nostalgia"
3. "That Way" / "Chaotic" / "One Day"
4. "You Broke Me First"
5. "Run for the Hills"

Quarto Ato
1. "Exes"
2. "Bloodonmyhands"
3. "She's All I Wanna Be"
4. "Revolving Door"
5. "It's OK I'm OK"

Quinto Ato
1. "Sports Car"
2. "Greedy"

## Datas
| Data (2025)                | Cidade                   | País                     | Local                       | Ato(s) de abertura       | Público                  | Receita                  |
| Etapa 1 — América Latina   | Etapa 1 — América Latina | Etapa 1 — América Latina | Etapa 1 — América Latina    | Etapa 1 — América Latina | Etapa 1 — América Latina | Etapa 1 — América Latina |
| -------------------------- | ------------------------ | ------------------------ | --------------------------- | ------------------------ | ------------------------ | ------------------------ |
| 18 de março                | Cidade do México         | México                   | Pepsi Center WTC            | —                        | 5.982 / 6.000            | $277,460                 |
| 22 de março                | Buenos Aires             | Argentina                | Hipódromo de San Isidro     | —                        | —                        | —                        |
| 23 de março                | Santiago                 | Chile                    | Parque Cerrillos            | —                        | —                        | —                        |
| 25 de março                | Santiago                 | Chile                    | Teatro Coliseo              | —                        | —                        | —                        |
| 27 de março                | Bogotá                   | Colômbia                 | Parque Simón Bolívar        | —                        | —                        | —                        |
| 29 de março                | São Paulo                | Brasil                   | Autódromo de Interlagos     | —                        | —                        | —                        |
| Etapa 2 — Europa           |                          |                          |                             |                          |                          |                          |
| 7 de maio                  | Lisboa                   | Portugal                 | MEO Arena                   | Benee                    | 12.650 / 13.476          | $911,265                 |
| 9 de maio                  | Madri                    | Espanha                  | Palacio Vistalegre          | Benee                    | —                        | —                        |
| 13 de maio                 | Stuttgart                | Alemanha                 | Hanns-Martin-Schleyer-Halle | Benee                    | —                        | —                        |
| 14 de maio                 | Antuérpia                | Bélgica                  | Sportpaleis                 | Benee                    | —                        | —                        |
| 16 de maio                 | Dublin                   | Irlanda                  | 3Arena                      | Benee                    | 24.605 / 24.606          | $1,890,158               |
| 17 de maio                 | Dublin                   | Irlanda                  | 3Arena                      | Benee                    | 24.605 / 24.606          | $1,890,158               |
| 19 de maio                 | Birmingham               | Inglaterra               | Utilita Arena Birmingham    | Benee                    | 14.068 / 14.068          | $1,143,198               |
| 20 de maio                 | Londres                  | Inglaterra               | The O2 Arena                | Benee                    | 17.995 / 17.995          | $1,415,623               |
| 23 de maio                 | Glasgow                  | Escócia                  | OVO Hydro                   | Benee                    | 13.455 / 13.455          | $1,114,908               |
| 24 de maio                 | Manchester               | Inglaterra               | Co-op Live                  | Benee                    | 16.452 / 16.654          | $1,308,233               |
| 27 de maio                 | Paris                    | França                   | Accor Arena                 | Benee                    | 15.046 / 15.046          | $1,128,284               |
| 28 de maio                 | Amsterdã                 | Países Baixos            | Ziggo Dome                  | Benee                    | 15.827 / 15.827          | $1,246,561               |
| 30 de maio                 | Copenhague               | Dinamarca                | Royal Arena                 | Benee                    | —                        | —                        |
| 1º de junho                | Estocolmo                | Suécia                   | Avicii Arena                | Benee                    | 12.287 / 12.287          | $952,229                 |
| 3 de junho                 | Hamburgo                 | Alemanha                 | Barclays Arena              | Benee                    | 11.951 / 11.951          | $863,189                 |
| 4 de junho                 | Berlim                   | Alemanha                 | Uber Arena                  | Benee                    | 13.410 / 13.410          | $960,003                 |
| 6 de junho                 | Łódź                     | Polónia                  | Atlas Arena                 | Benee                    | 13.270 / 13.270          | $951,185                 |
| 8 de junho                 | Viena                    | Áustria                  | Wiener Stadthalle           | Benee                    | 15.633 / 15.633          | $1,149,653               |
| 10 de junho                | Praga                    | Chéquia                  | O2 Arena                    | Benee                    | 12.938 / 12.938          | $935,800                 |
| 11 de junho                | Munique                  | Alemanha                 | Olympiahalle                | Benee                    | 11.762 / 11.762          | $928,100                 |
| 13 de junho                | Casalecchio di Reno      | Itália                   | Unipol Arena                | Benee                    | 8.575 / 8.575            | $607,531                 |
| 16 de junho                | Colônia                  | Alemanha                 | Lanxess Arena               | Benee                    | 15.839 / 16.474          | $1,062,565               |
| 18 de junho                | Zurique                  | Suíça                    | Hallenstadion               | Benee                    | —                        | —                        |
| 20 de junho                | Landgraaf                | Países Baixos            | Megaland Park               | —                        | —                        | —                        |
| 22 de junho                | Nottingham               | Inglaterra               | Motorpoint Arena Nottingham | Benee                    | 8.319 / 8.319            | $689,236                 |
| 24 de junho                | Londres                  | Inglaterra               | The O2 Arena                | Benee                    | 18.129 / 18.129          | $1,455,914               |
| 25 de junho                | Manchester               | Inglaterra               | Co-op Live                  | Benee                    | 16.386 / 16.626          | $1,307,922               |
| Etapa 3 — América do Norte |                          |                          |                             |                          |                          |                          |
| 4 de agosto                | Vancouver                | Canadá                   | Rogers Arena                | Zara Larsson             | —                        | —                        |
| 5 de agosto                | Vancouver                | Canadá                   | Rogers Arena                | Zara Larsson             | —                        | —                        |
| 7 de agosto                | Edmonton                 | Canadá                   | Rogers Place                | Zara Larsson             | —                        | —                        |
| 9 de agosto                | Winnipeg                 | Canadá                   | Canada Life Centre          | Zara Larsson             | —                        | —                        |
| 13 de agosto               | Saint Paul               | Estados Unidos           | Xcel Energy Center          | Zara Larsson             | —                        | —                        |
| 15 de agosto               | Chicago                  | Estados Unidos           | United Center               | Zara Larsson             | —                        | —                        |
| 16 de agosto               | Detroit                  | Estados Unidos           | Little Caesars Arena        | Zara Larsson             | —                        | —                        |
| 19 de agosto               | Toronto                  | Canadá                   | Scotiabank Arena            | Zara Larsson             | —                        | —                        |
| 20 de agosto               | Toronto                  | Canadá                   | Scotiabank Arena            | Zara Larsson             | —                        | —                        |
| 22 de agosto               | Ottawa                   | Canadá                   | Canadian Tire Centre        | Zara Larsson             | —                        | —                        |
| 24 de agosto               | Montreal                 | Canadá                   | Bell Centre                 | Zara Larsson             | —                        | —                        |
| 26 de agosto               | Boston                   | Estados Unidos           | TD Garden                   | Zara Larsson             | —                        | —                        |
| 27 de agosto               | Boston                   | Estados Unidos           | TD Garden                   | Zara Larsson             | —                        | —                        |
| 29 de agosto               | Cleveland                | Estados Unidos           | Rocket Mortgage FieldHouse  | Zara Larsson             | —                        | —                        |
| 31 de agosto               | Baltimore                | Estados Unidos           | CFG Bank Arena              | Zara Larsson             | —                        | —                        |
| 3 de setembro              | Nova Iorque              | Estados Unidos           | Madison Square Garden       | Zara Larsson             | —                        | —                        |
| 4 de setembro              | Nova Iorque              | Estados Unidos           | Madison Square Garden       | Zara Larsson             | —                        | —                        |
| 6 de setembro              | Filadélfia               | Estados Unidos           | Wells Fargo Center          | Zara Larsson             | —                        | —                        |
| 9 de setembro              | Atlanta                  | Estados Unidos           | State Farm Arena            | Zara Larsson             | —                        | —                        |
| 11 de setembro             | Nashville                | Estados Unidos           | Bridgestone Arena           | Zara Larsson             | —                        | —                        |
| 13 de setembro             | Orlando                  | Estados Unidos           | Kia Center                  | Zara Larsson             | —                        | —                        |
| 14 de setembro             | Orlando                  | Estados Unidos           | Kia Center                  | Zara Larsson             | —                        | —                        |
| 16 de setembro             | Austin                   | Estados Unidos           | Moody Center                | Zara Larsson             | —                        | —                        |
| 18 de setembro             | Dallas                   | Estados Unidos           | American Airlines Center    | Zara Larsson             | —                        | —                        |
| 20 de setembro             | Denver                   | Estados Unidos           | Ball Arena                  | Zara Larsson             | —                        | —                        |
| 24 de setembro             | San Francisco            | Estados Unidos           | Chase Center                | Zara Larsson             | —                        | —                        |
| 26 de setembro             | Inglewood                | Estados Unidos           | Kia Forum                   | Zara Larsson             | —                        | —                        |
| 27 de setembro             | Inglewood                | Estados Unidos           | Kia Forum                   | Zara Larsson             | —                        | —                        |
| 2 de outubro               | Seattle                  | Estados Unidos           | Climate Pledge Arena        | Alessi Rose              | —                        | —                        |
| 3 de outubro               | Seattle                  | Estados Unidos           | Climate Pledge Arena        | Alessi Rose              | —                        | —                        |
| 5 de outubro               | Sacramento               | Estados Unidos           | Golden 1 Center             | Alessi Rose              | —                        | —                        |
| 7 de outubro               | Salt Lake City           | Estados Unidos           | Delta Center                | Alessi Rose              | —                        | —                        |
| 9 de outubro               | Omaha                    | Estados Unidos           | CHI Health Center Omaha     | Alessi Rose              | —                        | —                        |
| 11 de outubro              | St. Louis                | Estados Unidos           | Enterprise Center           | Alessi Rose              | —                        | —                        |
| 13 de outubro              | Detroit                  | Estados Unidos           | Little Caesars Arena        | Alessi Rose              | —                        | —                        |
| 15 de outubro              | Pittsburgh               | Estados Unidos           | PPG Paints Arena            | Alessi Rose              | —                        | —                        |
| 17 de outubro              | Boston                   | Estados Unidos           | TD Garden                   | Alessi Rose              | —                        | —                        |
| 18 de outubro              | New York City            | Estados Unidos           | Madison Square Garden       | Alessi Rose              | —                        | —                        |
| 21 de outubro              | Chicago                  | Estados Unidos           | United Center               | Alessi Rose              | —                        | —                        |
| 22 de outubro              | Grand Rapids             | Estados Unidos           | Van Andel Arena             | Alessi Rose              | —                        | —                        |
| 24 de outubro              | Charlotte                | Estados Unidos           | Spectrum Center             | Alessi Rose              | —                        | —                        |
| 25 de outubro              | Raleigh                  | Estados Unidos           | Lenovo Center               | Alessi Rose              | —                        | —                        |
| 28 de outubro              | Kansas City              | Estados Unidos           | T-Mobile Center             | Alessi Rose              | —                        | —                        |
| 29 de outubro              | Tulsa                    | Estados Unidos           | BOK Center                  | Alessi Rose              | —                        | —                        |
| 31 de outubro              | Austin                   | Estados Unidos           | Moody Center                | Alessi Rose              | —                        | —                        |
| 1 de novembro              | Houston                  | Estados Unidos           | Toyota Center               | Alessi Rose              | —                        | —                        |
| 4 de novembro              | Phoenix                  | Estados Unidos           | PHX Arena                   | Alessi Rose              | —                        | —                        |
| 5 de novembro              | Phoenix                  | Estados Unidos           | PHX Arena                   | Alessi Rose              | —                        | —                        |
| 7 de novembro              | Thousand Palms           | Estados Unidos           | Acrisure Arena              | Alessi Rose              | —                        | —                        |
| 8 de novembro              | Inglewood                | Estados Unidos           | Kia Forum                   | Alessi Rose              | —                        | —                        |